# هيبتاستاديون

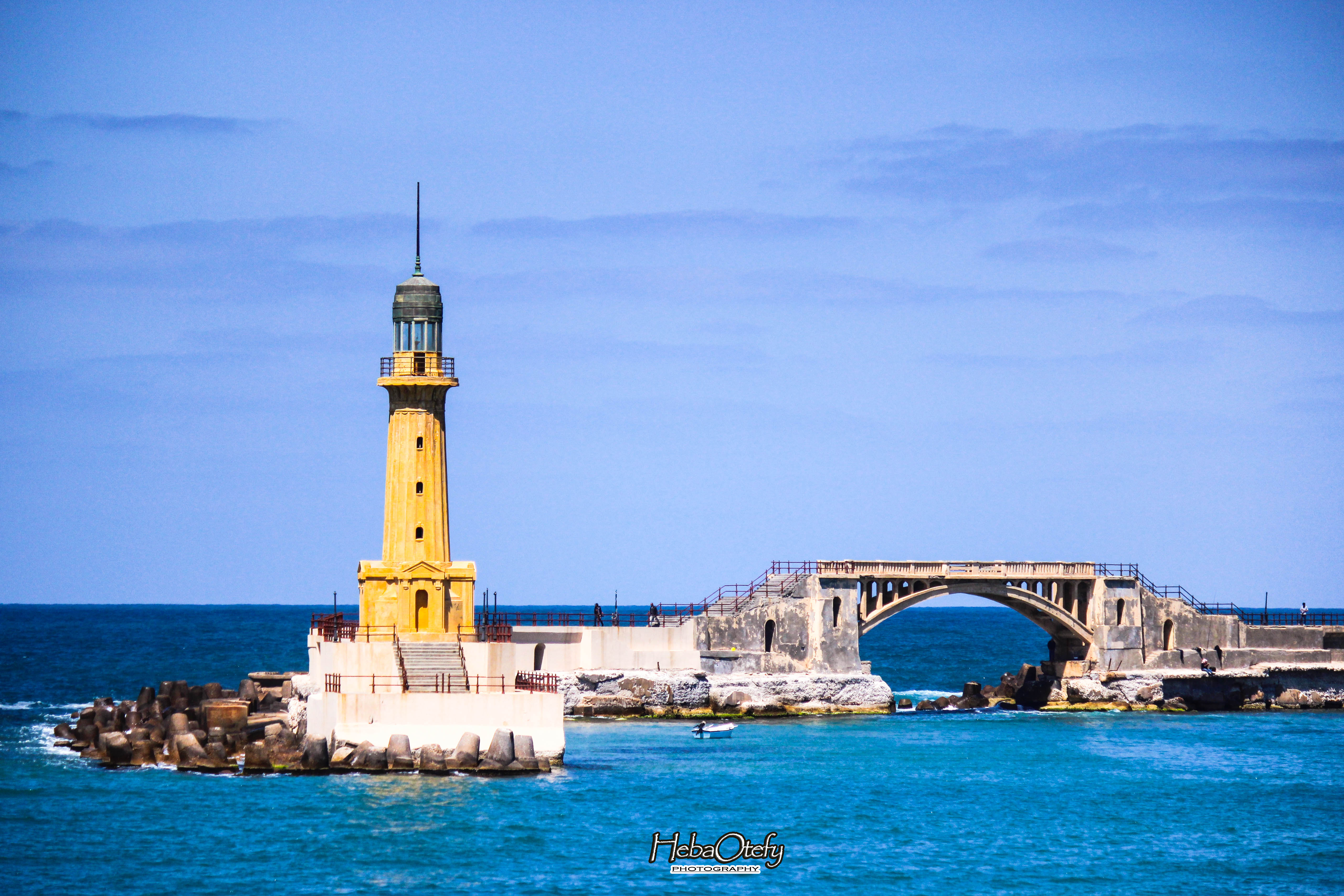
منارة الإسكندرية

يعتبر الهيبتاستاديون من أعظم أعمال المهندس دينوقراطيس تلميذ المهندس هيبوداموس الرجل المسؤول عن تشييد ميناء أثينا العظيم الذي يعتبره أرسطو الرجل الذي صنع فن الدول التي تبني بعيدًا، وتجلى نبوغ دينوقراطيس في إنشاء جسر بري فوق الماء وهو الهيبتاستاديون الذي وصل ارتفاعه 600 قدم وعرف بهذا الاسم لأنه يساوي في طوله سبعة أضعاف الاستاد اليوناني وكان الجسر يمتد من البر الرئيسي لجزيرة فاروس ويفصل بين اثنين من الموانئ الضخمة على جانبي الجسر وكانت تلك الموانئ التي شكلها الهيبتاستاديون منارة الإسكندرية التي كانت من عجائب العالم القديم.

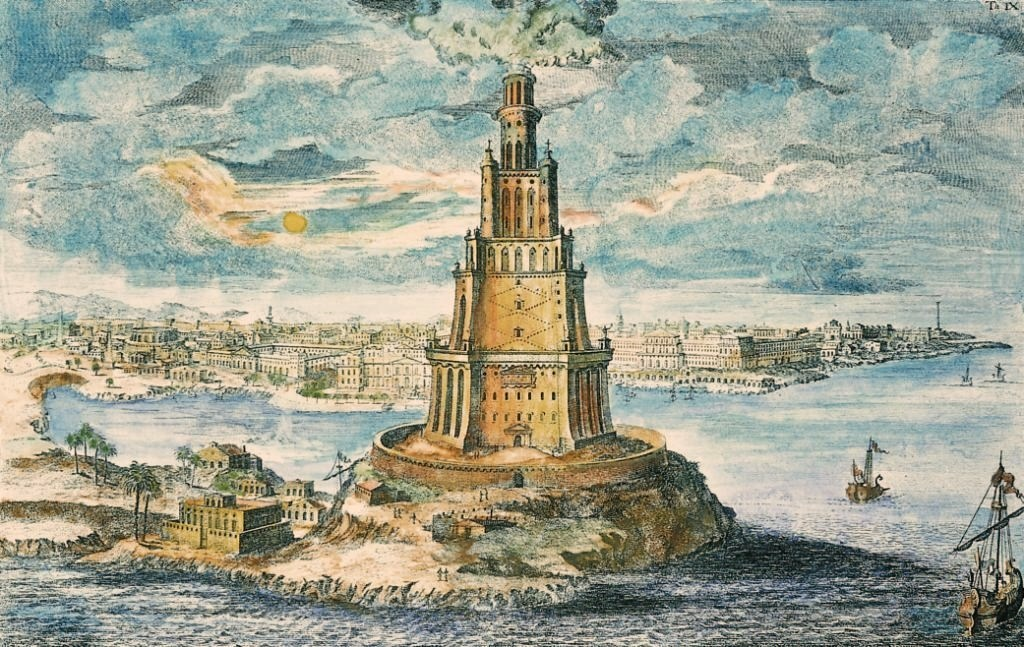
جزيرة فاروس والفنار القديم

ميناء الإسكندرية القديم

## فكرة إنشاء مدينة الإسكندرية
بعد وقت قصير من غزو الإسكندر الأكبر لمصر رأى في المنام الشاعر الإغريقي هوميروس حيث زاره في منامه وتحدثا باستخدام أسطر وأبيات من ملحمته الأوديسيا وأُشير إلى جزيرة فاروس في البحر المتوسط وفي صباح اليوم التالي سافر الإسكندر إلى جزيرة فاروس ووقف على صخورها وبعد صمت طويل أشار برأسه وكانت هذه اللحظة إيذانا ببدء قيام المدينة الأكثر أهمية في العالم القديم على الإطلاق وكان هذا في العام 331 ق.م.

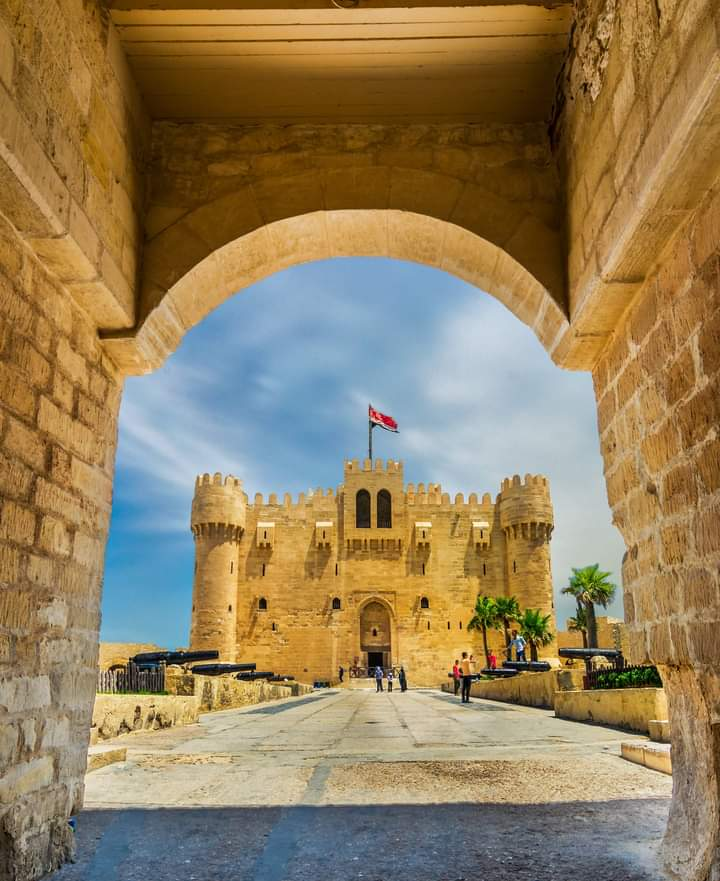
قلعة قايتباي بالإسكندرية

## بناء مدينة الإسكندرية
كانت هناك جزيرة صيادين قديمة تسمى راخوتة أو راقودة على شاطئ البحر المتوسط مواجهة لجزيرة ليست بعيدة عن ذلك الشاطئ تسمي جزيرة فاروس.
وُصِّلت جزيرة فاروس بالشاطئ بواسطة جسر سمي الهيبتاستاديون، يشير الاسم الي طول الجسر حيثُ «هيبتا» تعني سبعة باليونانية القديمة و«ستادات» هي وحدة مقياس طولي، وهذه الوحدة تساوي حوالي 180 متر. ونتيجة لإنشاء هذا الجسر تكون ميناء شرق الجسر وآخر غربي، أطلق على الميناء الشرقي الميناء الكبير، بينما أطلق على الغربي ميناء العود الحميد. وكان الميناء الشرقي هو الميناء التجاري والأكثر أهمية في العصرين البطلمي والروماني.

## تخطيط المدينة
اختار المهندس دينوقراطيس النمط الهيبودامي لتخطيط المدينة وهو عبارة عن شارعين رئيسيين متقاطعين بزاوية قائمة ثم تخطيط شوارع أخرى فرعية تتوازى مع الشارعيين مما يجعل مساحة الأرض أشبه برقعه الشطرنج وقد شاع استخدام هذا التخطيط في العديد من المدن اليونانية منذ القرن الخامس ق.م. بدأ المهندس دينوقراطيس في مد جسر يربط بين جزيرة فاروس واليابس.

## وصف المؤرخين للجزيرة والجسر

### يوليوس قيصر
قام يوليوس قيصر بزيارة مدينة الإسكندرية عام 48 ق.م وتمكن من دخول القصر الملكي وأعلن نفسه حكمًا في الخلاف بين الملكة كليوباترا السابعة وأخيها بطليموس الثالث عشر مما أدى إلى نشوب حرب سميت بحرب الإسكندرية. وفي أثناء الحرب يصف يوليوس قيصر بعض أجزاء من المدينة حيث أنه عسكر بقواته على جزيرة فاروس ويصف فنارالإسكندرية القائم فوق الجزيرة بأنه ذو تصميم رائع.

### الجغرافي استرابون
يعتبر الكتاب السابع عشر للجغرافي استرابون الذي زار الإسكندرية عام 24 ق.م من أهم المصادر القديمة التي تصف الإسكندرية حيث وصف استرابون المدينة بأن الزائر من البحر يدخل إليها عن طريق ميناء كبير يحده من جهه اليمين جزيرة فاروس التي تحتوي على فنار الاسكندرية ومعبد إيزيس فاريا ومقابر الأنفوشي.

### المؤرخ فيلون
وصف فيلون معبد السرابيوم والحي اليهودي وتحدث عن الهيبتاستديون والمينائين الشرقي والغربي في كتاباته.